# سپاه جوادالائمه خراسان شمالی

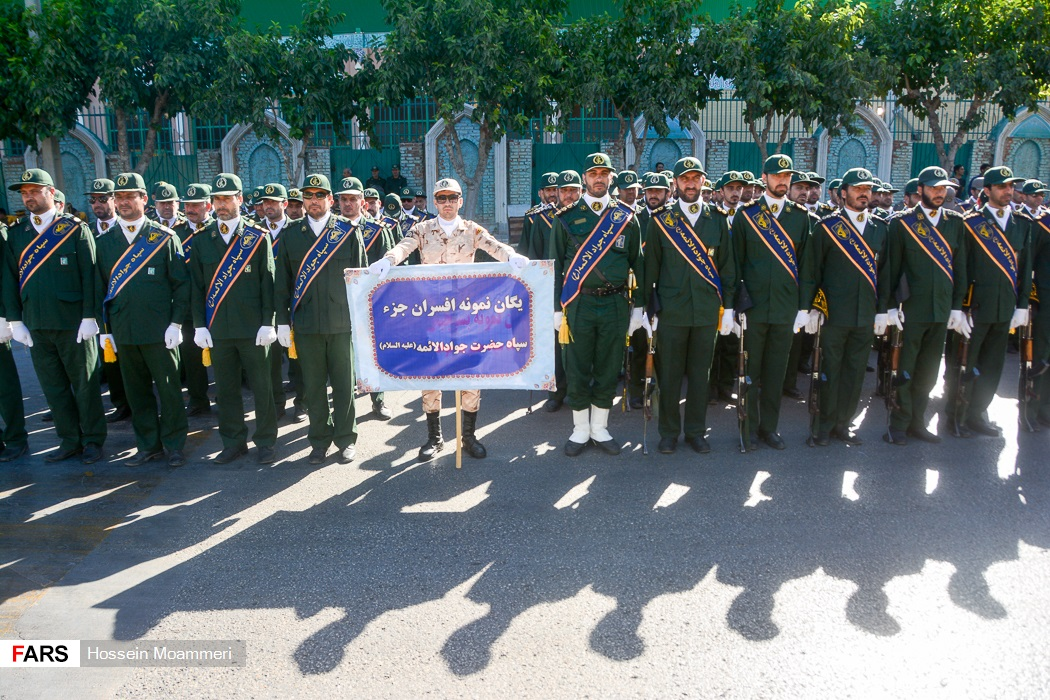
افسران سپاه جوادالائمه خراسان شمالی

سپاه جوادالائمه خراسان شمالی یگان نظامی زیرمجموعه سپاه پاسداران انقلاب اسلامی است، که ستاد فرماندهی آن در شهر بجنورد مستقر می‌باشد و وظیفه فرماندهی و کنترل کلیه یگان‌های سپاه و بسیج مستقر در استان خراسان شمالی را برعهده دارد. مهم‌ترین یگان‌های زیرمجموعه این سپاه، تیپ ۴۵ جوادالائمه از نیروی زمینی سپاه و ۸ سپاه ناحیه‌ای (نواحی بسیج شهرستان‌های استان) همچون سپاه بجنورد، سپاه اسفراین، سپاه شیروان و سپاه جاجرم می‌باشند. در حال حاضر سرتیپ‌دوم پاسدار اسماعیل فرجی فرماندهی سپاه جوادالائمه خراسان شمالی را برعهده دارد.